# Boxeuropameisterschaften 1973
Die 20. Herren-Boxeuropameisterschaften der Amateure 1973 wurden vom 1. bis zum 9. Juni 1973 in der jugoslawischen Hauptstadt Belgrad ausgetragen. Dabei wurden 44 Medaillen in elf Gewichtsklassen vergeben. Es nahmen 148 Kämpfer aus 22 Nationen teil. Die Sowjetunion stellte allein vier der elf Europameister und war damit die stärkste Nation.

## Ergebnisse
| Klasse                          | Gold                               | Silber                      | Bronze                                                    |
| Halbfliegengewicht (bis 48 kg)  | Wladislaw Sasypko Sowjetunion      | Beyhan Fuchedyev Bulgarien  | John Bambrick Schottland Enrique Rodríguez Spanien        |
| Fliegengewicht (bis 51 kg)      | Constantin Gruiescu Rumänien       | Vicente Rodríguez Spanien   | Gerd Schubert Deutschland Nikolay Lodin Sowjetunion       |
| Bantamgewicht (bis 54 kg)       | Aldo Cosentino Frankreich          | Mircea Tone Rumänien        | Krzysztof Madej Polen Dimitar Milev Bulgarien             |
| Federgewicht (bis 57 kg)        | Stefan Förster Deutschland         | Zoran Jovanović Jugoslawien | Gabriel Pometcu Rumänien Heikki Vilander Finnland         |
| Leichtgewicht (bis 60 kg)       | Simion Cuțov Rumänien              | Ryszard Tomczyk Polen       | Wolfgang Schoth Deutschland Günter Radowski DDR           |
| Halbweltergewicht (bis 63,5 kg) | Marijan Beneš Jugoslawien          | Anatoli Kamnew Sowjetunion  | Ulrich Beyer DDR László Juhász Ungarn                     |
| Weltergewicht (bis 67 kg)       | Sándor Csjef Ungarn                | Manfred Weidner DDR         | Živorad Jelesijević Jugaoslawien Wladimir Kolew Bulgarien |
| Halbmittelgewicht (bis 71 kg)   | Anatoli Klimanow Sowjetunion       | Wiesław Rudkowski Polen     | Peter Tiepold DDR Sandu Tirila Rumänien                   |
| Mittelgewicht (bis 75 kg)       | Wjatscheslaw Lemeschew Sowjetunion | Alec Năstac Rumänien        | Witold Stachurski Polen Pierre Gomez Frankreich           |
| Halbschwergewicht (bis 81 kg)   | Mate Parlov Jugoslawien            | Janusz Gortat Polen         | Oleg Korotajew Sowjetunion Sjeg Verstappen Niederlande    |
| Schwergewicht (über 81 kg)      | Wiktor Uljanitsch Sowjetunion      | Peter Hussing Deutschland   | Ion Alexe Rumänien Atanas Sapundschiew Bulgarien          |

## Medaillenspiegel
| Rang | Land                            | Gold | Silber | Bronze | Gesamt |
| ---- | ------------------------------- | ---- | ------ | ------ | ------ |
| 01   | Sowjetunion                     | 4    | 1      | 2      | 7      |
| 02   | Rumänien                        | 2    | 2      | 3      | 7      |
| 03   | Jugoslawien                     | 2    | 1      | 1      | 4      |
| 04   | Deutsche Demokratische Republik | 1    | 1      | 3      | 5      |
| 05   | Frankreich                      | 1    | 0      | 1      | 2      |
| 05   | Ungarn                          | 1    | 0      | 1      | 2      |
| 07   | Polen                           | 0    | 3      | 2      | 5      |
| 08   | Bulgarien                       | 0    | 1      | 3      | 4      |
| 09   | Deutschland                     | 0    | 1      | 2      | 3      |
| 10   | Spanien                         | 0    | 1      | 1      | 2      |
| 11   | Finnland                        | 0    | 0      | 1      | 1      |
| 11   | Niederlande                     | 0    | 0      | 1      | 1      |
| 11   | Schottland                      | 0    | 0      | 1      | 1      |
|      | Gesamt                          | 11   | 11     | 22     | 44     |